# 空中的士

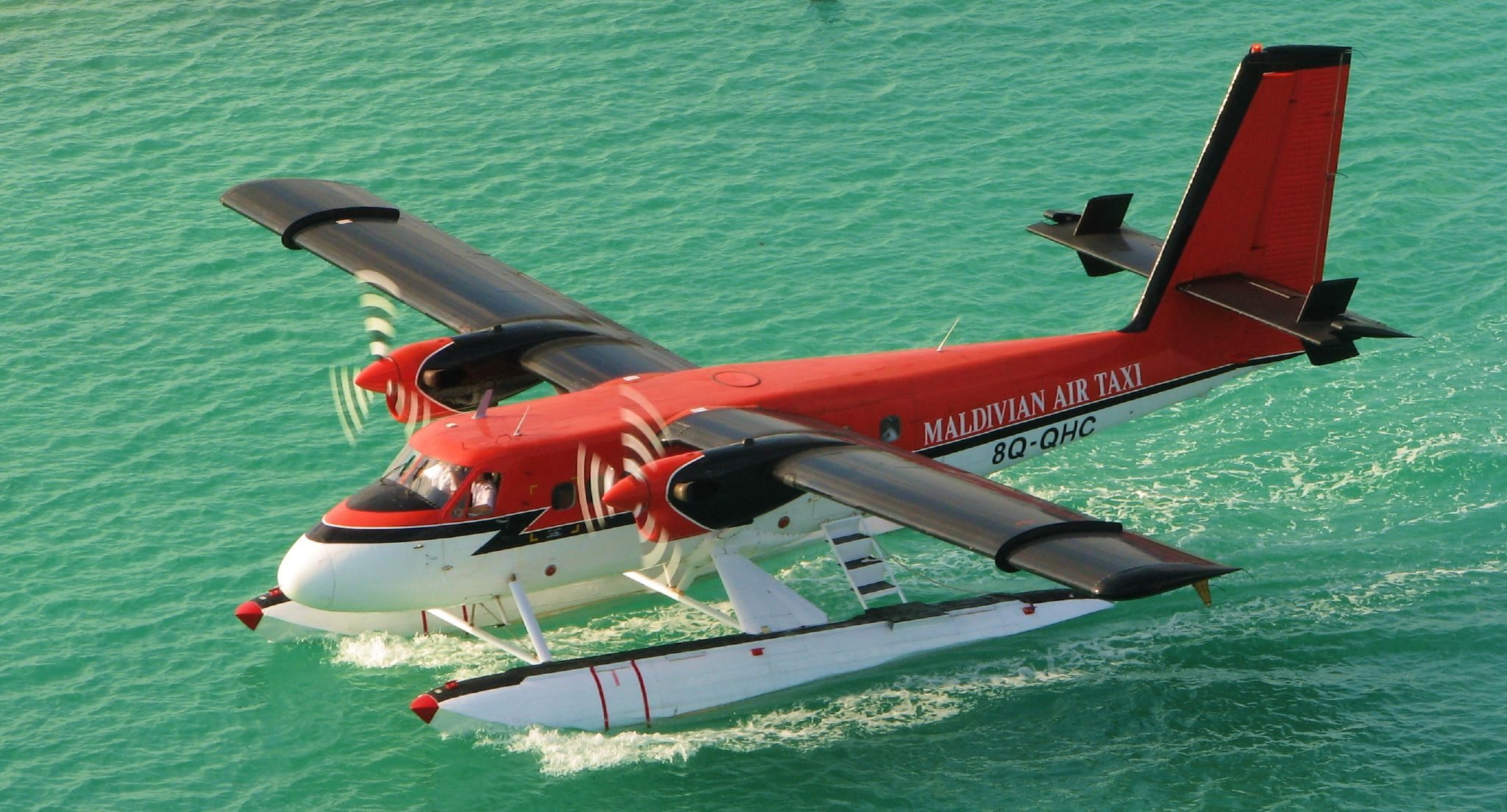
一台為德哈維蘭加拿大DHC-6的空中的士

空中的士（英語：Air taxi）是一種按需求提供短途載客服務的小型商用航空運輸工具，通常採用垂直起降（VTOL）或電動垂直起降（eVTOL）技術，旨在解決城市交通擁堵問題。  

## 發展背景
空中的士的概念可追溯至20世紀初，但現代化發展始於2001年，當時美国国家航空航天局（NASA）與航空業界共同研究小型飛機運輸系統（SATS），探討輕型噴射機在區域運輸中的潛力。然而，受限於技術與成本，早期商業化進展緩慢。直至2016年後，隨着電動推進、自動駕駛及輕量化材料的突破，空中的士作為eVTOL（電動垂直起降飛行器）領域的核心應用重新興起，並成為全球低空經濟發展的重點方向。  

### 商業化進展
近年來，多家企業投入eVTOL研發，例如中國的億航智能（EHang）及美國的Joby Aviation、Archer Aviation等。億航智能的EH216-S型號已獲得多國適航認證，並在中國廣州、合肥等地開展商業試運營，提供觀光及短途接駁服務。此外，美國企業計劃於2026年在洛杉磯推出空中的士服務，連接機場、體育場及大學等重點區域。  

## 未來展望
儘管前景廣闊，空中的士仍面臨基礎設施不足、法規限制、公眾接受度及電池續航等挑戰。各國政府正逐步完善低空管理政策，例如中國在2024年將低空經濟納入國家戰略，推動行業標準化發展。業界預測，隨着技術成熟與政策支持，空中的士或將於2030年代成為城市交通的重要組成部分。